# Marie Luise von Wengersky
Marie Luise Wanda Olga (Marie Luise) Gräfin von Wengersky (Pszczyna, 3 augustus 1864 – Bayreuth, 30 maart 1928) was een Duits letterkundige en vertaalster.

## Familie
Wengersky was een dochter van de pruisisch officier Georg Thomas Emanuel Hugo Graf von Wengersky, Freiherr von Ungerschütz (1824–1871) en Louise von Sydow (1835-1903). Ze bleef ongehuwd.

## Werken
Wengersky debuteerde onder haar eigen naam met de 'levensroman' Sturm in 1914. Daarna publiceerde ze de roman Schiffbrüchige in 1915 en Ihr Letztes ("nach wahren Begebenheiten") in 1920 (1929²).

### Vertalingen
In Nederland werd Wengersky onder het pseudoniem "Gräfin Wengstein" bekend als vertaalster van de roman De stille kracht van de schrijver Louis Couperus (1863-1923). Die werd gepubliceerd in 1902, en herdrukken van de vertaling volgden in datzelfde jaar en in 1904. Die vertaling was in 1901 voorgepubliceerd in het tijdschrift Aus fremden Zungen onder de naam Mark v. Wengstein.